# Terphothrix saphena
Terphothrix saphena är en fjärilsart som beskrevs av Dyar 1910. Terphothrix saphena ingår i släktet Terphothrix och familjen tofsspinnare. Inga underarter finns listade i Catalogue of Life.